# St. Maria (Hemeringen)

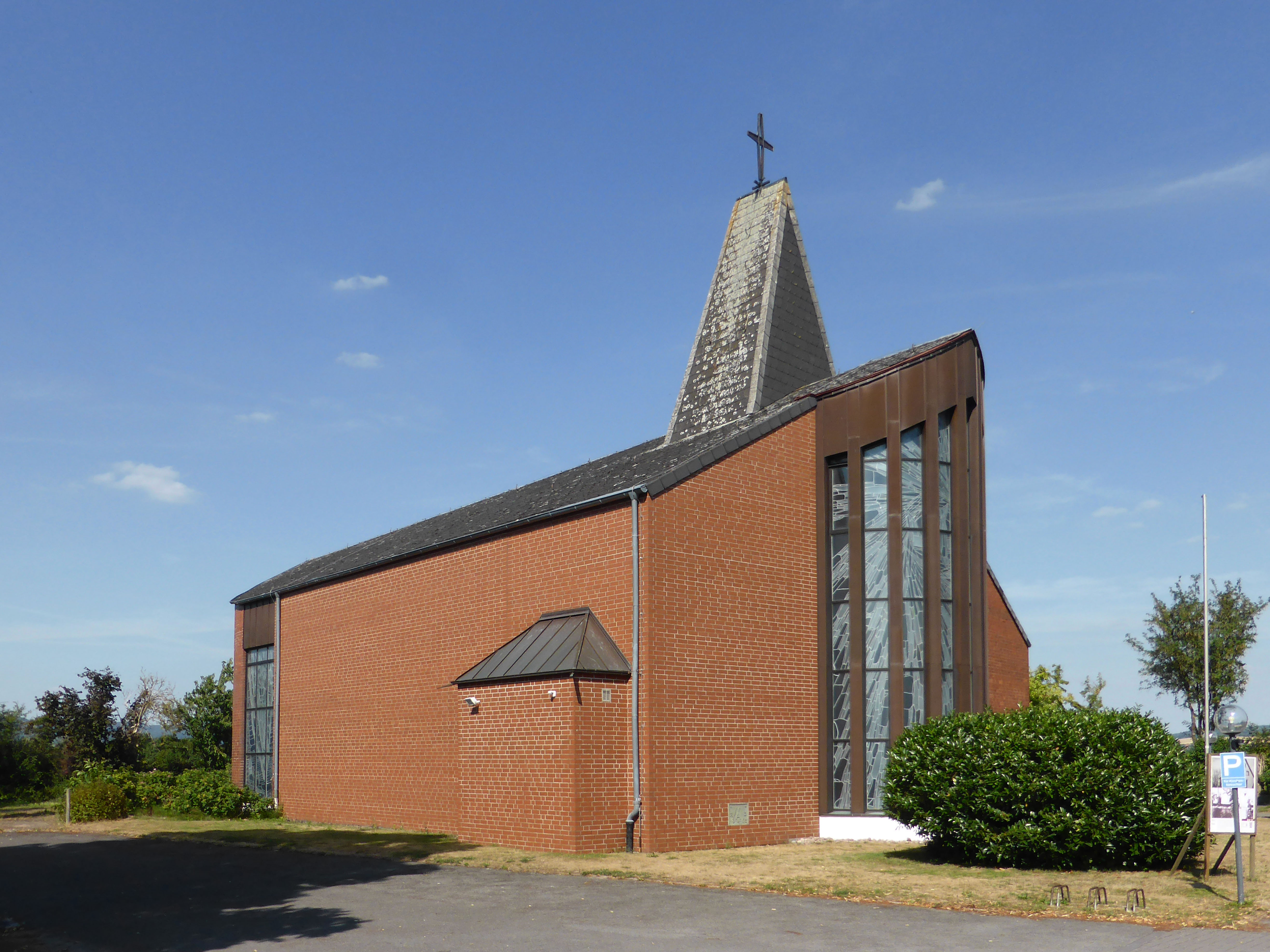
St.-Maria-Kirche

Die Kirche Sankt Maria ist die römisch-katholische Kirche in Hemeringen, einem Ortsteil der Stadt Hessisch Oldendorf im Landkreis Hameln-Pyrmont in Niedersachsen. Das nach der heiligen Maria benannte Gotteshaus ist eine Filialkirche der Pfarrei St. Sturmius in Rinteln, im Dekanat Weserbergland des Bistums Hildesheim.

## Geschichte
Seit 1930 gehört Hemeringen, das zuvor zum Bistum Fulda gehörte, durch das Preußenkonkordat und die Päpstliche Bulle Pastoralis officii nostri zum Bistum Hildesheim.
Im Zuge der Flucht und Vertreibung Deutscher aus Mittel- und Osteuropa 1945–1950 ließen sich 1946 auch im seit der Reformation protestantisch geprägten Hemeringen Katholiken nieder, so dass es zur Bildung einer katholischen Kirchengemeinde kam. Ihr erster Seelsorger wurde der 1912 geweihte Erzpriester Alfons Machunze (1887–1957), selbst Heimatvertriebener aus Zobten in Schlesien. Er betreute neben Hemeringen auch die Katholiken in Dehmkerbrock, Egge, Flakenholz, Halvestorf, Herkendorf, Hope und Posteholz, in seinem Seelsorgebereich wohnten damals rund 900 Katholiken. Die Heiligen Messen fanden in Hemeringen in der evangelischen St.-Petri-Kirche in sowie in Flakenholz und Hope in Schulklassen statt.
1951 erfolgte in Hemeringen in einer ehemaligen Autowerkstatt an der Hamelner Straße die Einrichtung einer katholischen Kapelle, die das Patrozinium Maria Hilfe der Christen trug. Im Obergeschoss der ehemaligen Werkstatt nahm Alfons Machunze seine Wohnung.
Nach dem Tod von Alfons Machunze folgte ihm Pfarrer Buchta als Seelsorger in Hemeringen, 1960 übernahm Josef Kudella dieses Amt. Unter seiner Leitung wurde die St.-Maria-Kirche erbaut.

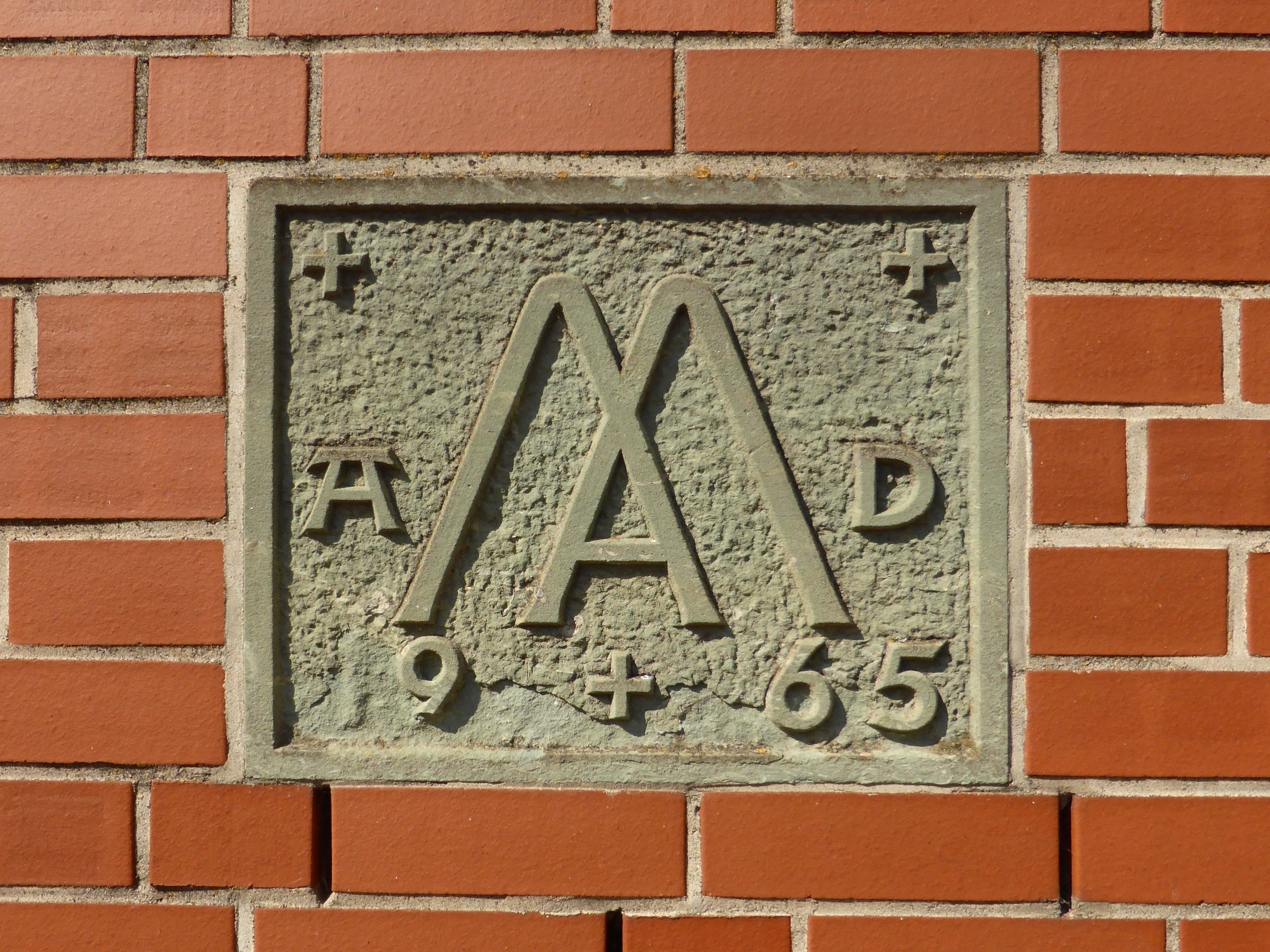
Grundstein

1965 fand die Grundsteinlegung der heutigen Kirche statt, die zunächst zur Pfarrei St. Augustinus (Hameln) gehörte. Am 26. Juni 1966 wurde die Kirche durch Bischof Heinrich Maria Janssen geweiht und bekam das Patrozinium Maria Mutter der Kirche. Am 18. Februar 1968 folgte die Weihe der Orgel.
Seit 1984 verfügt die Kirche über keinen ortsansässigen Priester mehr. Von 1986 bis 1993 betreute Heinz-Günter Bongartz, der später Weihbischof des Bistums Hildesheim wurde, als Pastor und Pfarrer von St. Elisabeth (Hameln) die Kirche in Hemeringen mit. Von 1996 an war die Hemeringer Kirchengemeinde eine Vikarie der Pfarrgemeinde St. Bonifatius in Hessisch Oldendorf.
Aufgrund zurückgehender Finanzmittel, aber auch der sinkenden Zahl von Priestern und Kirchenmitgliedern erfolgte 2009 im Bistum Hildesheim eine Einstufung aller Kirchen nach ihrer künftigen Notwendigkeit. Damals wurde die St.-Maria-Kirche als „für die pastorale Entwicklung nicht unbedingt notwendig“ angesehen, jedoch nicht zur Schließung vorgesehen. Das hatte zur Folge, dass der Unterhalt der Kirche nicht mehr vom Bistum finanziert wird. Daher wurde 2009 der Förderverein St. Maria Hilf gegründet, der Spenden für den Unterhalt der Kirche sammelt.
Zum 1. September 2012 wurde die Pfarrgemeinde St. Maria, Hessisch Oldendorf-Hemeringen aufgelöst und der Pfarrgemeinde St. Sturmius in Rinteln angeschlossen. Zur Pfarrgemeinde St. Sturmius in Rinteln gehörten von da an neben der Pfarrkirche St. Sturmius in Rinteln und der Filialkirche St. Maria in Hemeringen auch die Kirchen St. Bonifatius in Hessisch Oldendorf und St. Hedwig in Großenwieden (2021 profaniert) als weitere Filialkirchen. Die ebenfalls auf dem Gebiet der heutigen Pfarrgemeinde St. Sturmius stehende Kirche Maria Königin des Friedens in Fischbeck wurde bereits 2008 profaniert.
Am 1. September 2012 wurden auch die Dekanate Hameln-Holzminden, zu der die St.-Maria-Kirche gehörte, und Bückeburg zum heutigen Dekanat Weserbergland vereinigt.

## Architektur und Ausstattung
Die Kirche steht am nördlichen Ortseingang von Hemeringen, auf dem Grundstück Hamelner Straße 1. Die Saalkirche wurde nach Plänen des Architekten Rumpf aus Paderborn erbaut und ist an der Nord-Süd-Achse ausgerichtet. Das Langhaus hat ein Satteldach mit einem kreuzbekrönten Dachreiter im Süden. Rechtwinklig zum Kirchenschiff sind an der Nordostecke die Sakristei und ein Gemeinderaum angebaut. Das inzwischen an privat verkaufte ehemalige Pfarrhaus steht wenige Meter südöstlich der Kirche auf dem Grundstück Hamelner Straße 3.
Die Kirche wird durch ein Portal an der Ostseite erschlossen. Der schlicht gehaltene Altarraum wird von einem Kruzifix dominiert. An der Rückwand des Altarraums hat auch der Tabernakel seinen Platz. An den Südgiebel der Kirche ist die Taufkapelle angebaut, die auf einem halbkreisförmigen Grundriss aufbaut und vom Kirchenschiff aus zugänglich ist. Die Taufkapelle wird durch ein raumhohes Buntglasfenster belichtet, das die Herabkunft des Heiligen Geistes, der hier als Taube dargestellt ist, zeigt. Im Zentrum der Taufkapelle steht der Taufstein.